# Copaxa copaxoides
Copaxa copaxoides är en fjärilsart som beskrevs av Dyar 1912. Copaxa copaxoides ingår i släktet Copaxa och familjen påfågelsspinnare. Inga underarter finns listade i Catalogue of Life.